# Bambus
Bámbus (znanstveno ime Bambuseae) je trajnica iz družine trav z olesenelimi stebli. Obstaja ogromno različnih vrst bambusa, ki jih najdemo praktično na vseh celinah. Bambus spada v veliko družino Gramineae, ki vključuje tudi trave, žita, oves in koruzo. Bambus je trava in z nekaj izjemami je tropska vrsta. 

## Področje uspevanja
V hladnih področji se obdržijo samo vrste bambusa, ki lahko uspevajo v gorah. Tako bambus raste predvsem na azijskem jugovzhodu ter na področjih subtropskega ali tropskega pasu (Ljudska republika Kitajska, Malezija, Indonezija, Filipini). Tam lahko bambus doseže tudi višino 40 metrov.Bambus cveti vse leto.

## Rast
Kakor navadna trava tudi bambus prikuka na dan iz podzemne korenine. Zraste povprečno tudi do višine 36 metrov, obseg stebla pa je mogoče primerjati z deblom srednje debele breze. Stebla so votla in vir pitne vode. Njegovo rast so strokovnjaki pozorno opazovali in prišli do zaključka, da v enem dnevu bambus zraste tudi do 40 cm. Čeprav na Kitajskem bambus večinoma raste divje, ga tudi gojijo, saj je uporaben za marsikaj.

## Pomen
Mladi poganjki so lahko posebna poslastica tudi v človekovi prehrani. Mladi bambus ali njegovo seme uporabljajo za krmo. Liste pa za steljo. Les je lahek, trd in prožen ter vsestransko uporaben. Rastlina raste hitro in jo je mogoče izkoriščati že po treh letih. Iz odraslih in otrdelih rastlin pa postavljajo koče, izdelujejo pohištvo, preprosto kmečko orodje, za jambore na manjših jadrnicah. Vlakna domačini radi porabijo za oblaganje sten, za izdelovanje preprog, zaves, košar, posod, klobukov, vrvi in celo za stenj pri svečah.
Olesenelo, votlo steblo, ki je žilavo, vlaknato in okrepljeno z močnimi prečnimi povezavami, je izredno močno. Zato njegova stebla v jugozahodni Aziji uporabljajo za utrjevanje betona. Dandanes tudi v Evropi in Ameriki mnogo bolj izkoriščajo bambus in izdelujejo pohištvo, predvsem stole in knjižne police. Seveda je bambusovih izdelkov precej manj v hišah na zahodu kakor na vzhodu. Kitajci in Japonci so ponosni na okrasne in praktične izdelke iz bambusa.
Bambusovi vršički so glavna hrana za orjaškega pando, zelo redko vrsto kitajskega medveda.
Bambus zelo ugodno vpliva na feng shui. Simbolično predstavlja dolgoživost, modrost in dobro zdravje, zato je zelo ugodno, če ga posadimo v predelu prednikov in družine. Kitajcem simbolično predstavlja tudi večno mladost, smeh, mir in dobro srečo.